# Ca la Paulina
Ca la Paulina és un habitatge del municipi de Colera (Alt Empordà) inclòs en l'Inventari del Patrimoni Arquitectònic de Catalunya.

## Descripció
Situada dins del nucli urbà de la població de Colera, a la banda de llevant del poble, delimitada pels carrers Labrun i de l'Església. Actualment, l'edifici està segregat en dues finques diferents.
Edifici de planta rectangular format per tres crugies, distribuït en planta baixa i pis, i cobert amb una teulada de dues vessants i una terrassa a l'extrem sud-est de la coberta. Les obertures de la construcció són rectangulars. A la façana principal hi ha un senzill portal d'accés i dues finestres als costats. Recentment, amb la segregació de la finca, s'ha obert una altra porta a l'extrem de ponent de la façana, al costat del portal original. Al pis hi ha tres finestrals amb sortida a tres balcons exempts, amb les baranes de ferro decorades. Destaca la presència duna fornícula d'arc apuntat, amb la imatge de la verge a l'interior. La façana de llevant és força interessant, ja que està disposada seguint el pendent que marca el terreny. A la planta baixa hi ha quatre finestres rectangulars amb baranes de ferro i, al pis, un petit balcó central i dues finestres a banda i banda. Una motllura recorre la divisòria entre els dos pisos. Damunt del balcó hi ha un rellotge de sol i una obertura circular de ventilació per la coberta. La façana està rematada amb un coronament motllurat rematat amb un semicercle amb impostes.
La construcció principal està arrebossada i pintada de color blau, amb les cantonades decorades de color blanc. L'altra finca està arrebossada, emblanquinada i pintada de color crema.

## Història
El nucli que envoltava l'església fou greument malmès durant la guerra Civil. Tots els edificis d'aquesta zona varen ser reconstruïts després del conflicte bèl·lic.